# Philipp Alois von Schoeller
Phillip Alois von Schoeller (4. ledna 1892, Čakovice – 8. června 1977, Salcburk) byl syn průmyslníka Philippa Josefa von Schoellera (1864–1906).

## Rodinné poměry
S manželkou Giselou roz. von Weckbecker měl 4 děti: syny Paula Rütgera, Herberta a Philippa Richarda a dceru Elisabeth

## Podnikatelská a veřejná činnost
Po studiu na Technické univerzitě v Praze a v Berlíně a vojenské službě v 1. světové válce převzal vysoké funkce v bance a rakouských železářských firmách rodiny Schoellerů.
Celé Schoellerovské impérium vedl od roku 1920 jeho strýc Richard von Schoeller (1871–1950), se kterým Phillip Alois velmi úzce spolupracoval. Mimo jiné byli oba zakladateli firmy Gesellschaft 164, která ve 20. letech 20. století sloužila jako zařízení na praní černých peněz z ilegálních darů pro německou nacistickou stranu. Protože Richard S. neměl žádné mužské potomky, stal se v roce 1933 Phillip Alois jeho univerzálním dědicem.
Phillip Alois von Schoeller byl od roku 1938 členem nacistické NSDAP (od roku 1936 ilegálně). Po anšlusu Rakouska se stal mimo jiné prezidentem vídeňské průmyslové a obchodní komory, městským radním a jedním z nositelů čestného titulu Wehrwirtschaftsführer (ředitel válečného hospodářství). Arizace židovského majetku (mimo mnoha jiných: vyvlastnění židovských spolupodnikatelů v Brněnské přádelně česané vlny, v Textilaně AG Křešice, v cukrovaru v Lipníku nad Bečvou) přinesla bance Schoeller & Co od roku 1938 do roku 1944 zvýšení bilanční sumy ze 45 na 72 miliony marek.
Od roku 1945 bylo jméno Phillipa Aloise S. vedeno na seznamu zločinců 2. světové války, v letech 1945–1947 byl v Rakousku ve vazbě, v roce 1948 odsouzen ke 2 rokům přísného vězení a ztrátě veškerého majetku. Rozsáhlý majetek rodiny Schoellerů (cukrovary, uhelné doly, textilní továrny, přepychová obydlí) na českém a slovenském území byl v roce 1945 konfiskován československým státem.
Po propuštění z vězení v roce 1950 se Phillip Alois nevrátil do vedení vídeňské banky Schoeller & Co (spoluvlastníkem banky zůstal jen jeho syn Philipp Richard) a přestěhoval se i s rodinou do Salcburku.